# وديع حداد
وديع حداد (1927 – 28 مارس 1978) كان قيادي وأحد مؤسسي الجبهة الشعبية لتحرير فلسطين، وقبلها حركة القوميين العرب، هو ورفيق دربه د. جورج حبش.

## بدايته
ولد وديع حداد في مدينة صفد في العام 1927، وكان والده يعمل مدرساً للغة العربية في إحدى المدارس الثانوية في مدينة حيفا، وبحكم وجود والده في مدينة حيفا فقد تلقى تعليمه الابتدائي والإعدادي والثانوي في هذه المدينة. أثناء وجوده على مقاعد الدراسة بمراحلها المختلفة تميّز بذكائه المتقد ونشاطاته المميزة وتفوقه في مادة الرياضيات، كما أنه كان شابا رياضياً يمارس رياضة الجري وأنشطة رياضية أخرى.
نتيجة للمأساة التي حلت بالشعب الفلسطيني نتيجة النكبة عام 48، اضطر للهجرة من وطنه ولجأ مع عائلته ووالده إلى مدينة بيروت حيث استقر بهم الحال هناك، وفي هذه الأثناء التحق وديع بمقاعد الدراسة في الجامعة الأميركية في بيروت ليدرس الطب.

## تاريخه
تولى موقعاً قيادياً في «جمعية العروة الوثقى»، ولاحقاً في «حركة القوميين العرب» وثم «الجبهة الشعبية لتحرير فلسطين». منذ التأسيس، تولى الدكتور وديع حداد مهمات قيادية أساسية جداً في الجبهة، حيث أُسندت له مهمتان رئيسيتان هما المالية والعمل العسكري الخارجي. وأثبت من خلالهما قدرات قيادية وعملية، حيث جسد شعار «وراء العدو في كل مكان» كما كان وديع في ذلك الوقت أذكى شخصية فلسطينية، كما كان يجمع الفدائيين.
خلال عمله في التنظيم الخارجي قاد خلايا تنشط في مختلف أنحاء العالم، وكان وراء عمليات خطف الطائرات الشهيرة ومنها الطائرة لاندسهوت الألمانية. وترك وديع الجبهة الشعبية بعد الحملة عليه من قبل القيادي أحمد اليماني (أبو ماهر) وصلاح صلاح ووليد قدورة. خرج وديع حداد من صفوف الجبهة الشعبية، إلا أن المؤتمر الوطني الخامس للجبهة أعاد الاعتبار التنظيمي له، باعتباره «رمزاً وطنياً وفلسطينياً فذاً قدّم كل شيء في سبيل فلسطين التي حلم وعمل دائماً من أجل الوصول إليها بأقرب الآجال وبأقصر الطرق».

## وفاته
توفي في 28 مارس عام 1978 في ألمانيا الشرقية وأُشيع أنه توفي بمرض سرطان الدم. ولكن بعد 28 عاماً اعترفت إسرائيل مؤخراً وعن طريق أحد ضباط مخابراتها الذي كتب جزءاً من حياته الاستخبارية بإنها اغتالته بدس السم له في الشوكولاتة عن طريق عميل عراقي كان يشغل منصباً رفيع المستوى. ونقلت يديعوت أحرونوت عن المؤلف أن إسرائيل قررت تصفية حداد بداعي تدبيره اختطاف طائرة «إير فرانس»، كانت في طريقها من باريس إلى تل أبيب، إلى عنتيبي أوغندا عام 1976، وأنه كان مسؤولاً عن سلسلة من العمليات الخطيرة.
وأضاف أن الموساد علم بشغف حداد بالشوكولاتة البلجيكية التي كان من الصعب الحصول عليها آنذاك في بغداد مقر إقامته. فقام خبراء الموساد بإدخال مادة سامة بيولوجية تعمل ببطء إلى كمية من الشوكولاتة البلجيكية، أرسلوها إلى حداد بواسطة عميل عراقي رفيع المستوى لدى عودة هذا العميل من أوروبا إلى العراق.
أشار المؤلف إلى أن عملية التصفية الجسدية هذه «كانت أول عملية تصفية بيولوجية» نفذتها إسرائيل. وتابع أن إسرائيل اتهمت حداد «الإرهابي المتمرس ومتعدد المواهب» بأنه كان أول من خطف طائرة تابعة لشركة الطيران الإسرائيلية «العال» عام 1968، و أُفْرِجَ عن الرهائن فقط بعد خضوع الحكومة الإسرائيلية لشرطه بالإفراج عن أسرى فلسطينيين.
كما اتهمه الموساد بالمسؤولية عن إنشاء علاقات بين التنظيمات الفلسطينية ومنظمات إرهابية عالمية ودعا أفرادها للتدرب في لبنان، وكانت إحدى نتائجها قيام «الجيش الأحمر الياباني» بمذبحة في مطار بنغوريون (تل أبيب) عام 1972.
ويتابع المؤلف أن اختطاف طائرة «إير فرانس» إلى عنتيبي كانت القشة التي قصمت ظهر البعير، إذ قرر قادة الموساد وجهاز المخابرات العسكرية على الفور تصفية حداد، وصادق رئيس الحكومة في حينه مناحيم بيغن على العملية.
وأشار الكاتب، الذي عنون كتابه بـ «حساب مفتوح»، إلى ولع حداد بالشوكولاتة، خاصة البلجيكية، وأن إسرائيل عرفت كيف تستغل «ضعفه» هذا، واستعانت بعميل للموساد ليحمل معه من أوروبا شوكولاته بلجيكية، ولكن ليس قبل أن يُدخل فيها عملاء موساد سُمّاً بيولوجيّاً قاتلاً يظهر أثره بعد أسابيع من تناوله، ويؤدي إلى انهيار جهاز المناعة في الجسم.
وأضاف أنه بعد تصفية حداد سُجّل انخفاض حاد في عدد العمليات التي استهدفت إسرائيل في أنحاء العالم. وزاد أن الموساد رأى في عملية التصفية هذه تجسيداً لنظرية «التصفية الوقائية» أو تصفية قنبلة موقوتة تمثلت بـ «دماغ خلاّق لم يتوقف عن التخطيط للعملية المقبلة (حداد)».

## وصلات خارجية
(شفيق الحوت أحد مؤسسي منظمة التحرير الفلسطينية يتحدث عن وديع حداد في برنامج شاهد على العصر لقناة الجزيرة).
(سيرة وديع حداد على موقع الحوار المتمدن).
 موقع الجبهة الشعبية لتحرير فلسطين.